# Tranvia Milano-Seregno
La tranvia Milano-Seregno è una linea metrotranviaria interurbana in costruzione che collegherà Milano alla stazione di Seregno. Il suo tracciato riprende in buona parte il sedime della dismessa tranvia Milano-Carate/Giussano.

## Storia
Agli inizi del XXI secolo fu predisposto un progetto per trasformare la storica tranvia Milano-Carate/Giussano, secondo i parametri di una moderna metrotranvia che avrebbe costituito altresì il prolungamento della metrotranvia "Nord" (Milano Castello-Niguarda Parco Nord), aperta l'8 dicembre 2003. La nuova linea avrebbe impiegato i tracciati Bresso-Cusano Milanino e Calderara-Desio della vecchia tranvia interurbana e avrebbe nuovamente raggiunto Seregno, località non più servita dal 1982. Tuttavia il percorso da Desio a Seregno sarebbe stato diverso rispetto a quello precedente, dato che si decise di abbandonare il tracciato tranviario nel centro di Desio insieme allo storico deposito ATM. La nuova linea, sempre rispetto alla precedente tranvia interurbana, avrebbe visto il raddoppio dei binari fino a Cascina Calderara, nel comune di Paderno Dugnano, consentendo l'attivazione di un servizio che potesse impiegare le vetture monodirezionali della rete urbana. A servizio della metrotranvia fu progettato anche un nuovo deposito, posto a cavallo dei territori comunali di Desio e Seregno.
Dopo aver ottenuto i finanziamenti dal CIPE alla fine del 2008 ed essere stato approvato lo schema di accordo tra Regione Lombardia, Provincia di Milano e i comuni interessati nel maggio 2009, i lavori sarebbero dovuti partire nel corso di quell'anno, ma sono stati più volte rinviati a data da destinarsi. All'epoca, il costo complessivo degli interventi si aggirava attorno ai 128,53 milioni di euro. Il 30 settembre 2011 fu soppressa la tranvia interurbana Milano-Desio.
Nel 2017, i cantieri risultavano avviati e si stava procedendo con l'opera di spostamento dei sottoservizi e delle interferenze presenti lungo il percorso, così da procedere in un seconda fase con la posa dei binari e dei relativi impianti, finché il progetto fu nuovamente congelato, sulla base di una serie di cavilli burocratici. Parallelamente ATM si impegnò nello stesso periodo ad aprire un bando per l'acquisto di nuove vetture tranviarie da destinare sia alla Milano-Seregno sia alla Milano-Limbiate.
Agli inizi del 2023, fu firmato il contratto tra la città metropolitana di Milano e la Cooperativa Muratori & Cementisti (CMC) di Ravenna per la realizzazione dell'opera. I cantieri furono aperti tra marzo e aprile dello stesso anno.
Nel corso del 2024, la CMC fallì e l'anno seguente il suo ramo d'azienda, con conseguente continuità nelle attività pregresse, fu acquistato dalla Alpha General Contractor di Firenze.

## Caratteristiche
| Unknown route-map component "uexKBHFa" |

| Unknown route-map component "uexBHF" |

| Unknown route-map component "uexBHF" |

|  | Unknown route-map component "uexABZgl+l" | Unknown route-map component "uexKDSTeq" |

| Unknown route-map component "uexBHF" |

| Unknown route-map component "uexBHF" |

| Unknown route-map component "uexBHF" |

| Unknown route-map component "uexHST" |

| Unknown route-map component "uexBHF" |

| Unknown route-map component "uexHST" |

| Unknown route-map component "uexBHF" |

| Unknown route-map component "uexBHF" |

| Unknown route-map component "uexBHF" |

| Unknown route-map component "uexBHF" |

| Unknown route-map component "uexWSLg+l" |

| Unknown route-map component "uexBHF(L)g" |

| Unknown route-map component "uexBHF(R)f" |

| Unknown route-map component "uexHST" |

| Unknown route-map component "uexHST" |

| Unknown route-map component "uexHST" |

| Unknown route-map component "uexHST" |

| Unknown route-map component "uexHST" |

| Unknown route-map component "uexHST" |

| Unknown route-map component "uexBHF(L)g" |

| Unknown route-map component "uexBHF(R)f" |

| Unknown route-map component "uexHST" |

| Unknown route-map component "uexHST" |

| Unknown route-map component "uexHST" |

| Unknown route-map component "uxWSLg+r" |

| Unknown route-map component "uCONTf" |

La lunghezza complessiva prevista è di 14,3 km, di cui 7,9 km a doppio binario, tra le fermate di Milano-Parco Nord e di Paderno Dugnano-Erba, e 6,4 km a binario singolo, per la restante parte di tracciato fino alla stazione di Seregno, con raddoppi agli incroci.
Nel progetto sono previste venticinque fermate poste a una distanza media di 540 m. Secondo il progetto definitivo del 2006, le ipotesi d'esercizio prevedono due tipi di servizio:
- Milano Castello-Calderara, da effettuare con tram monodirezionali;
- Maciachini M3-Seregno FS, da effettuare con vetture bidirezionali[5].

### Percorso
Secondo il progetto definitivo, la nuova linea si collegherà alla rete tranviaria di Milano presso la fermata di Niguarda (Parco Nord), dove, al 2023, fa capolinea la tranvia urbana 4.
La linea attraverserà il territorio di sette comuni da Bresso fino a Seregno, sviluppandosi lungo la strada provinciale Valassina. Dall'innesto con la rete tranviaria fino alla fermata di Paderno Dugnano-Calderara, la tranvia sarà a doppio binario, mentre da Calderara fino al capolinea di Seregno sarà a binario singolo con raddoppi presso alcune fermate e nei tratti in sede promiscua.
Il nuovo deposito sarà posizionato fra le fermate di Desio-San Carlo e Seregno-Platone.

## Materiale rotabile
Per l'esercizio tranviario tra Maciachini M3 e il capolinea di Seregno FS è previsto l'acquisto di diciotto tram bidirezionali tipo Tramlink serie 7700.